# Eldrik
Eldrik is een buurtschap in de gemeente Bronckhorst in de Nederlandse provincie Gelderland. Het ligt in het zuidwesten van de gemeente tussen Doesburg en Doetinchem. Eldrik is de enige woonkern van de gemeente Bronckhorst ten zuiden van de Oude IJssel, en ligt dus in de streek de Liemers.
Nabij Eldrik lag een middeleeuwse burcht uit de 10e of 11e eeuw.

## Monumenten
Eldrik kent twaalf gemeentelijke monumenten:

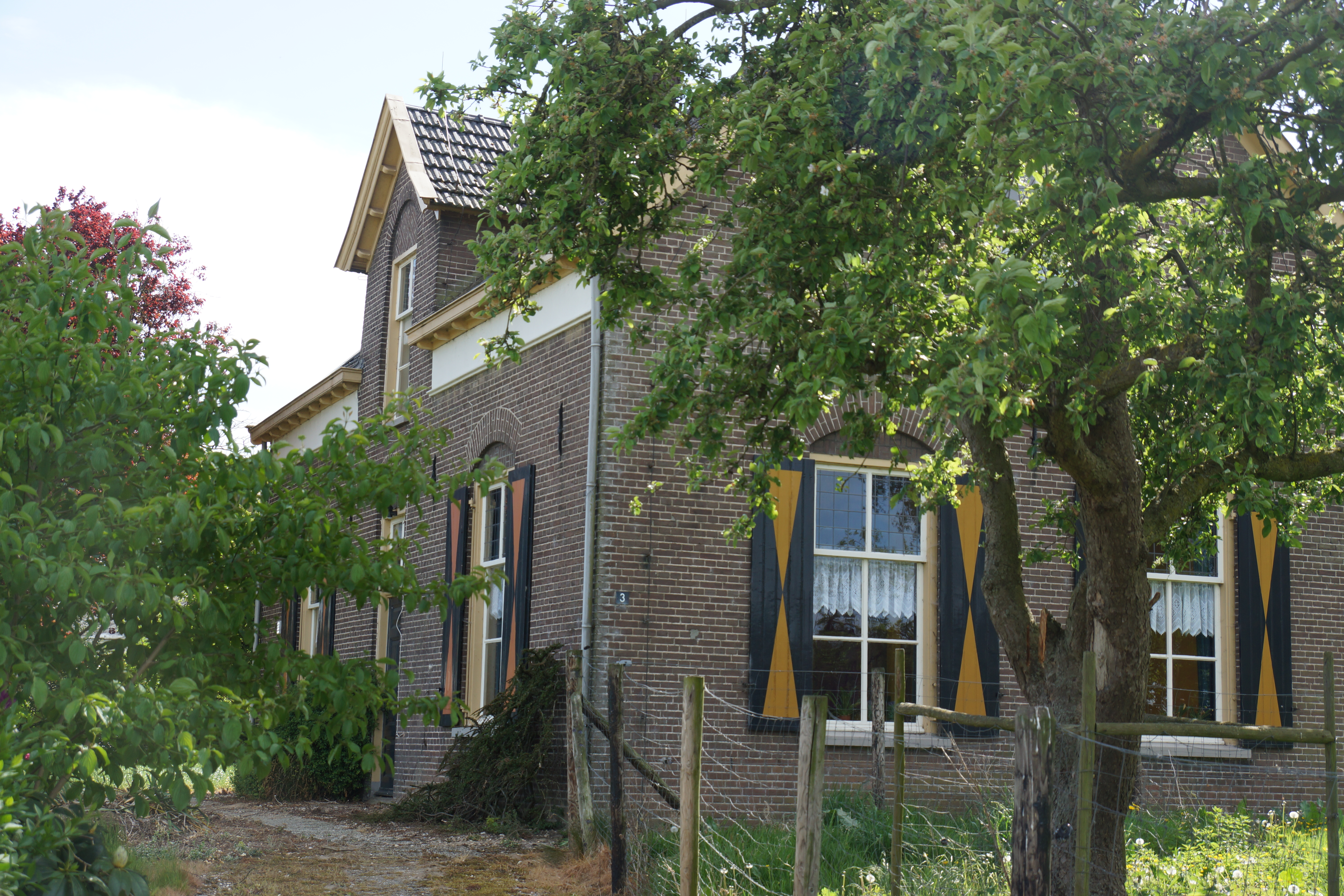
Eldrik, Eldrikseweg 3
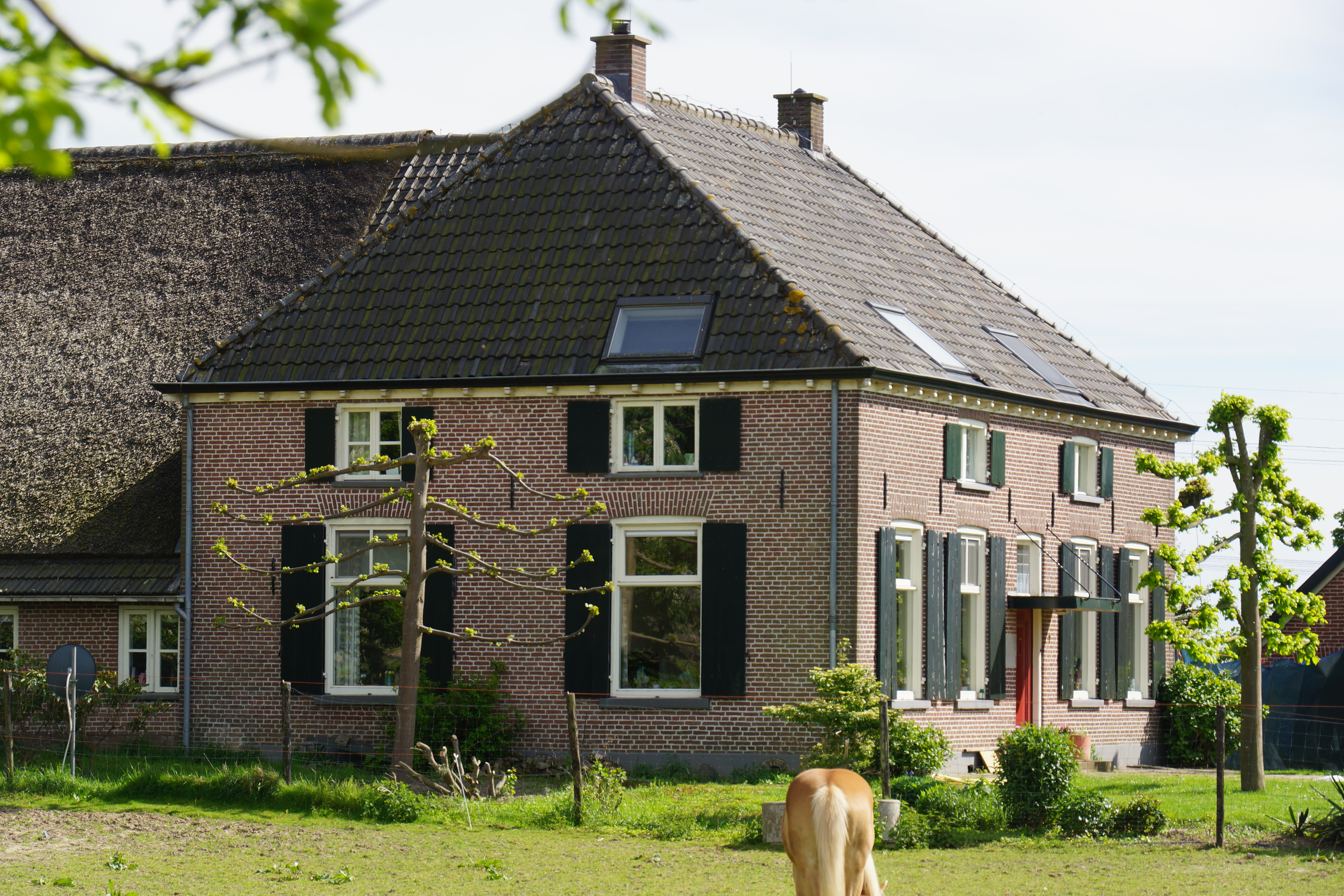
Eldrik, Eldrikseweg 7
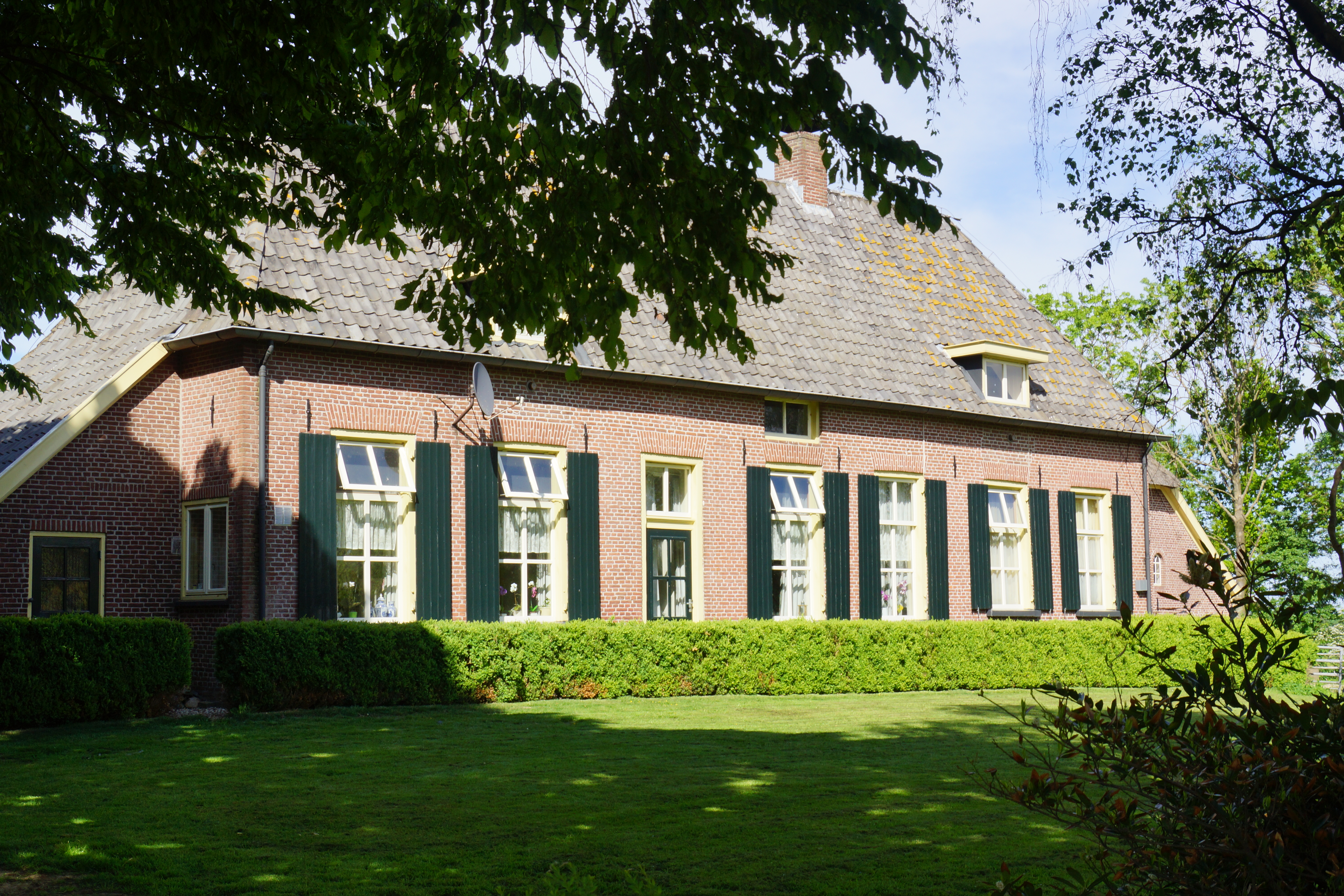
Eldrik, Kommandeurhofstede Eldrikseweg 20